# Neil Oatley
Neil Oatley (* 12. Juni 1954) ist ein britischer Ingenieur und Rennwagen-Konstrukteur in der Formel 1.
Oatley studierte an der Universität Loughborough Fahrzeugtechnik. Nach seinem Abschluss 1976 war er kurz bei Consine Dynamics angestellt, bevor er Ende 1977 von Williams abgeworben wurde, um an der Seite von Patrick Head und Frank Dernie an der Entwicklung der Rennwagen zu arbeiten. Oatley blieb sieben Jahre bei Williams und war in dieser Zeit Renningenieur von Clay Regazzoni (1979), Carlos Reutemann (1980 und 1981) und Jacques Laffite.
Ende 1984 holte Carl Haas Oatley als Partner von John Baldwin in die Entwicklungsabteilung seines neuen Beatrice-Lola-Teams. Nach dem frühen Ende des Teams im November 1986 wechselte Oatley an die Seite von John Barnard zu McLaren. 1987 ging Barnard zu Ferrari und wurde durch Gordon Murray ersetzt, unter dem Steve Nichols den McLaren MP4/4 für 1988 entwickelte, der 15 von 16 Rennen gewinnen konnte. Nach Murrays Wechsel zu McLaren Automotive wurde Oatley die Verantwortung für die Entwicklung des McLaren MP4/5 für die Saison 1989 übertragen. Er blieb Design-Chef, bis er 2003 auf den Posten des Geschäftsführers wechselte und Mike Coughlan die Konstruktionsabteilung übernahm. In Oatleys Wagen konnten Alain Prost (1989), Ayrton Senna (1990 und 1991) und Mika Häkkinen (1998 und 1999) die Weltmeisterschaft gewinnen.